# Richard Beymer

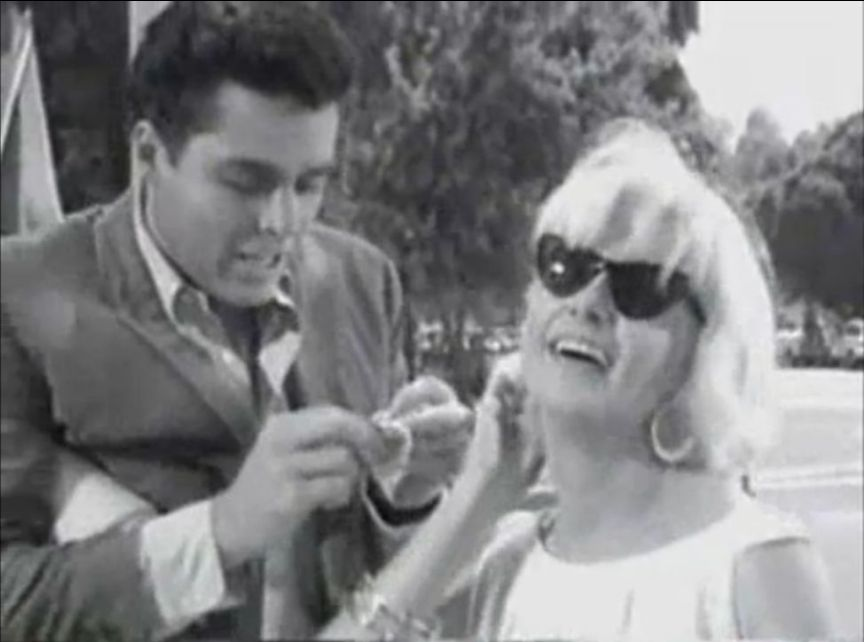
Foto do ator Richard Beymer com a atriz Joanne Woodward no trailer do filme The Stripper de 1963

Richard Beymer (Avoca, 20 de fevereiro de 1938) é um ator americano. 

## Biografia
Nascido em Avoca, Iowa e se mudou com seus pais para Hollywood, Califórnia, no final dos anos 1940.
Richard Beymer atuou em vários filmes. Ele gosta de fazer seus próprios filmes, os papéis têm sido um pouco esporádicos desde os anos 1960, mas ele tem se mantido ocupado estrelando papéis em séries televisivas.

## Filmografia
- Sadie's Waltz (2008)
- Home the Horror Story (2000)
- Playing Patti (1998)
- Elvis Meets Nixon (1997) (TV)
- Foxfire (1996)
- A Face to Die For (1996) (TV)
- The Disappearance of Kevin Johnson (1996)
- The Little Death (1995)
- State of Emergency (1994) (TV)
- My Girl 2 (1994)
- Under Investigation (1993)
- Danger Island (1992)
- Blackbelt (1992)
- Twin Peaks (1990-1991)
- Silent Night, Deadly Night III: Better Watch Out! (1989)
- Generation (1985) (TV)
- Cross Country (1983)
- The Innerview (1974)
- Scream Free! (1969)
- The Stripper (1963)
- The Longest Day (1962)
- Hemingway's Adventures of a Young Man (1962)
- Five Finger Exercise (1962)
- Bachelor Flat (1962)
- West Side Story (1961) ... Tony
- High Time (1960)
- The Diary of Anne Frank (1959)
- Johnny Tremain (1957)
- So Big (1953)
- Stazione Termini (1953)